# Yodgor Saʼdiyev
Yodgor Habibovich Saʼdiyev (Jodgor Chabibowitsch Sagdijew, russisch Ёдгор Хабибович Сагдиев, wiss. Transliteration Ëdgor Chabibovič Sagdiev; geb. 12. Juni 1946; Taschkent) ist ein ehemaliger usbekisch-sowjetischer Schauspieler und Regisseur, Volkskünstler Usbekistans (1998) und Preisträger des Staatspreises Usbekischen SSR (1989).

## Leben
Yodgor Saʼdiyev wurde 1946 in Taschkent in einer Schauspielerfamilie geboren. Sein Vater war Habib Sagdiev. Nach dem Abschluss der Mittelschule wurde er am Taschkent State Theatrical Art Institute „Alexander Ostrowski“ aufgenommen und schloss sein Studium 1971 ab. Seit 1968 ist er Schauspieler im Ensemble des Usbekischen akademischen Staatstheaters „Hamza“. Im Jahr 1998 wurde er vom Innenministerium der Republik Usbekistan zum künstlerischen Leiter des Studios „Qalqon“ (Schild) ernannt. Yodgor Sagdiev ist der Bruder von Xayrulla Saʼdiyev, einem usbekischen Theater- und Filmschauspieler und Volkskünstler der Usbekischen SSR.

## Werke
Als führender Schauspieler des Theaters spielte Yodgor Sagdiev in über 60 Rollen.
Zu diesen Rollen gehörten Mirza Ulugbek in der gleichnamigen Produktion, Karl Moor (Die Räuber), Kochkaryov (Heiraten), ein Märchenerzähler (Die Schneekönigin), Hafiz (Bay und der Bauer), Prometheus (Werf das Feuer nicht, Prometheus), der jüngste Sohn (Wanderer), Babur (Sternennächte), Mamur (Aufstand der Bräute). Yodgor Sagdiev spielte auch viele unvergessliche und markante Rollen im Kino, darunter Abdusalam in Pljus edinize (Плюс единице), Alimzhan in Die Straße der dreizehn Pappeln, Scheich Jafar in Der Unbesiegbare. Besondere Bekanntheit erlangte der Schauspieler durch die Rolle des Asadbek in der mehrteiligen Serie Shaytanat–das Reich der Dämonen. Neben seiner schauspielerischen Tätigkeit war Yodgor Sagdiev Regisseur des Films Die Teufelsmauer (2008) sowie Regisseur und Produzent des Films Shaytanat–das Reich der Dämonen (1998).
Zu seinen Theaterregiearbeiten gehören Inszenierungen von Naive Frauen (Доверчивые женщины, Dowertschiwyje schenschtschiny) von J. Pouren (Дж. Пуарени, Dsch. Puareni), Der nächtliche Gast («Ночной гость», Notschnoi gost) von F. Bogdanov (Ф. Богданова, F. Bogdanow) und Das Leben hinter der Tür («Жизнь за дверью», «Schisn sa dwerju») von S. Sirajiddinov (С. Сирожиддинов, S. Siroschiddinowa). Als Synchronsprecher war er an der Vertonung von etwa 700 Filmen beteiligt. Seit 2020 ist er Direktor des Usbekischen Nationalen Akademischen Dramatheaters.